# セイヨウニワトコ
セイヨウニワトコ（西洋接骨木、学名 : Sambucus nigra）は、レンプクソウ科（クロンキスト体系以前の分類ではスイカズラ科）ニワトコ属の被子植物である。種小名の nigra とは｢黒い｣という意味であり、実は熟すと黒くなることから由来する。

## 特徴
ヨーロッパ、西アジア、北アフリカに自生する低木または小高木樹である。9メートルほどになる。茎には太い随があり、葉は対生、奇数羽状複葉である。花は、20センチほどの円形になる散房花序で強い香りを持つ。6 - 7月にクリーム色の花を咲かせた後、秋に黒みがかった紫色の実がつく。

## 利用など

### 逸話
北欧神話の妖精の母ヒルダは、Elder（にわとこの英名）の根に住んでいたといわれる。葉っぱには強い臭気があり、魔除けにもなっていた。ユダがキリストを裏切った罪を恥じて首をくくった木がElder。また、キリスト処刑の十字架もElderで作られたと言われている。
また、J・K・ローリングの小説ハリー・ポッターシリーズに魔法界史上最強の杖として「ニワトコの杖」（The Elder Wand）が登場する。

### 薬用
ニワトコ属の植物は、古くから世界各地で薬用に使用される。セイヨウニワトコは、葉、茎、花に薬用がある。花は接骨木花（せっこつぼくか）と称する生薬で、花の半開きのもの採取して風通しの良いところで陰干しして仕上げたものである。葉は、打ち身や捻挫に外用する。花は、風邪、花粉症、咽頭炎、関節炎の治療や緩下剤に使用される。風邪、夜尿症に花10グラムを水400 ㏄で半量になるまで煎じて、温かいまま服用する用法が知られる。